# مايو (فلوريدا)
مايو (بالإنجليزية: Mayo)‏ هي مدينة أمريكية تقع في ولاية فلوريدا. تبلغ مساحة هذه المدينة 2.1 (كم²)،ويبلغ عدد سكانها 988 نسمة حسب إحصاء سنة 2010 م 988.تشير إحصاءات سنة 2000م بأن الكثافة السكانية في هذه المدينة تقدر بـ(470.5) نسمة/كم2 